# 한국인터넷자율정책기구
한국인터넷자율정책기구(Korea Internet Self-governance Organization : KISO)는 인터넷 사업자들이 이용자들의 표현의 자유를 신장하는 동시에 이용자들의 책임을 제고해 인터넷이 신뢰받는 정보 소통이 장이 될 수 있도록 하기 위해 포털사가 설립한 사단법인이다.

## 조직
- 이사회
- 정책위원회
- 사무처
  - 정책팀
  - 기획팀

## 회원사
- NAVER
- kakao
- 네이트커뮤니케이션즈
- KT alpha
- ZUM internet
- INVEN
- EST AID
- 오늘의유머
- PPOMPPU
- SLR
- 클리앙
- SimSimi
- SoftlyAI
- SCATTER LAB
- bibimble
- TUNiB
- REDHolics

## 주요사업
- 기구 강령 및 가이드라인 수립
- 회원사 등으로부터 요청 받은 인터넷 게시물 등의 여러 정책에 관한 사항
- 국제 자율규제기구와의 교류협력 및 국제기구 활동 참여
- 기타 기구 목적에 부합되는 사업

## 주요 업적
한국인터넷자율정책기구는 정책위원회를 통해 회원사에 대한 가이드라인의 성격을 갖는 정책결정과 회원사의 상정을 통해 개별사건을 심의한 심의결정을 생산하고 있다.

### 주요 정책결정목록
한국인터넷자율정책기구는 정책결정을 통해 개인의 표현의 자유를 추구하는 한편, 인터넷 공간의 공공성도 강화 하고 있다.

#### 명예훼손 관련 임시조치 규칙
KISO의 명예훼손 관련 임시조치 규칙에 따르면 국가기관 및 지방자치단체는 명예훼손 관련 임시조치 요청의 주체로 간주되지 않는다. 단, 단체의 장 및 구성원 개인이 임시조치를 요청할 수 있다. 또 임시조치를 요청하는 자가 정무직 공무원 등의 공인인 경우 자신의 공적 업무와 관련된 내용은 명백히 허위사실이 아닌 한 명예훼손 관련 임시조치의 대상이 아닌 것으로 간주하기로 했다.
기타 주요 정책결정은 다음과 같다
1. 선거관련 인터넷 정보서비스 기준에 관한 정책 [깨진 링크(과거 내용 찾기)]
2. 임시조치 후 게시물 심의에 관한 정책 [깨진 링크(과거 내용 찾기)]
3. 자살 예방에 관한 정책결정 [깨진 링크(과거 내용 찾기)]

### 주요 심의결정목록
한국인터넷 자율정책기구는 심의 결정을 통해 개인의 권리와 인터넷의 표현의 조화를 꾀하고 있다.
1. OOO 교수 명예훼손성 연관검색어 삭제요청 심의의 건 [깨진 링크(과거 내용 찾기)]
2. (주) 문화방송의 명예훼손 및 저작권 침해 신고 심의의 건 [깨진 링크(과거 내용 찾기)]
3. 서울대 패러디 동영상 게재중단건 심의 [깨진 링크(과거 내용 찾기)]
4. 한국교회 언론회의 개독교 등 모독단어 사용금지에 따른 안건 상정의 건.[깨진 링크(과거 내용 찾기)]

## 발간물
KISO는 2009년 10월부터 인터넷 자율정책과 관련된 『KISO 저널』을 계간으로 온라인 발간하고 있으며 2017년 9월 제 28호가 발간되었다.